# 告別南洋
《告別南洋》是一首歌曲名稱，該歌曲創作于1935年。是由田漢作詞，聶耳作曲。1935年1月創作于中國以抗日救亡爲題材的一部話劇《回春之曲》中的一首著名抗戰歌曲。

## 歌詞
再會吧南洋

你海波綠白雲長

你是我們第二的故鄉

我們民族的血汗

灑遍了這幾百個荒涼的島上

再會吧南洋

你椰子肥豆蔻香

你受著自然的豐富的供養

但在帝國主義的剝削下

千百萬被壓迫者都閙著饑荒

再會吧南洋

你不見屍橫著長白山

血流著黑龍江

這是中華民族的存亡

再會吧南洋

再會吧南洋

我們要去爭取一線光明的希望